# Aceraius kazuhisai
Aceraius kazuhisai is een keversoort uit de familie Passalidae. De wetenschappelijke naam van de soort is voor het eerst geldig gepubliceerd in 2003 door Kon, Johki & Araya.